# Bueng Kum
Bueng Kum est l’un des 50 khets de Bangkok, Thaïlande.